# Linköpings Tennisklubb
Linköpings Tennisklubb, bildad 1916 som Linköpings Lawntennisklubb, är en tennisklubb i Linköping.
Klubben har fostrat flera framstående tennisspelare. Den mest meriterade är Thomas Johansson, vinnare av Australiska öppna 2002. Bland klubbens tidiga spelare kan nämnas Charles Wennergren och Sigurd Karlborg, och även Tomas Nydahl, Johan Carlsson, Peter Lindgren och Helena Dahlström är fostrade i klubben.